# Claire Rousay
Claire Rousay est une musicienne expérimentale et compositrice canado-américaine basée à Los Angeles. Elle est connue pour son utilisation d'enregistrements de terrain afin de créer des morceaux de musique concrète.

## Biographie
Claire Rousay naît à Winnipeg (Manitoba au Canada). Elle déménage à San Antonio au Texas avec sa famille à l'âge de dix ans

. Elle s'intéresse à la musique dès l'âge de trois ans, lorsqu'elle commence à prendre des leçons de piano avec sa mère, pianiste professionnelle. Élevée dans un foyer chrétien évangélique, elle joue de la batterie lors d'événements religieux jusqu'à ce qu'elle prenne ses distances avec le christianisme. Elle abandonne le lycée à l'âge de 15 ans et devient percussionniste solo.
Elle déménage de San Antonio à Los Angeles, en 2022 et anime une émission hebdomadaire en ligne sur NTS Radio.
En 2019, Claire Rousay fait son coming out en tant que femme transgenre,. Les recettes de son album Wouldn't Have to Hurt, sorti en 2022, ont été reversées à The Trevor Project, organisme de prévention du suicide et de soutien aux jeunes de moins de 25 ans de la communauté LGBTQ+.